# Авторское право в Нидерландах
Нидерландское авторское право, согласно нидерландскому закону об авторском праве (нидерл. Auteurswet), является исключительным правом автора на произведения литературы, науки или искусства, его правом публиковать и дублировать такую работу.
Авторское право вступает в силу с момента появления произведения, без формальностей, таких как регистрация авторских прав. Срок действия авторского права на работы в Нидерландах составляет 70 лет после смерти автора.
Термин «работа» включает в себя множество понятий, таких как книги, брошюры, фильмы, фотографии, музыкальные произведения, произведения изобразительного искусства, географические карты и другие. Кроме того, Верховный суд Нидерландов постановил, что защищённой авторским правом следует считать работу, имеющую свой собственный, оригинальный характер с личными выходными данными автора (с 4 января 1991 года, Нью-Джерси, 1991, 608(Ван Дейл/Ромме)).
Исключительное право публиковать работу включает в себя среди прочего публикация копии (части) произведения, её публичное чтение и сдача в аренду или одалживание (части) работы в государственные учреждения. Исключительное право дублировать работу включает в себя, среди прочего, запись, перевод, музыку, аранжировку и адаптацию для экранизации произведения.

## История
Исторически, органы власти издали Монопольные права (нидерл. Monopolierechten) для издателей по продаже печатных произведений. Великобритания была первой, чтобы изменить это в 1710 году Статутом королевы Анны, гласившим, что авторы, а не издатели, имеют право требовать монополию на своё произведение. Статут также предусматривал защиту для покупателей печатных работ в том, что издателям не позволялось контролировать использование проданных работ. Кроме того, он ограничил исключительные (по сути, авторские) права в 28 лет, после чего произведение переходит в общественное достояние.
Бернская конвенция в 1886 году стала первым многосторонним договором, обеспечивающим взаимное обращение с авторскими правами среди суверенных наций. Согласно Бернской Конвенции право собственности (eigendomsrecht в голландском) автоматически предоставлялось всякой творческой работе. Автору больше не требовалось регистрировать работу, и не требовалось использовать авторские права полностью.
Бернская Конвенция до сих пор актуальна. По завершении произведения (письменного или записанного на физический носитель), автор автоматически получает все исключительные права на эту работу, а также вторичные, за исключением, когда автор явно не откажется от этих прав или авторское право не закончится. Срок действия авторского права отличается в разных странах, но согласно Бернской конвенции этот срок — минимальная продолжительность жизни автора плюс 50 лет. Нидерланды, как США и многие другие страны, увеличили этот срок до 70 лет.

## Особенности авторского права в Нидерландах
- Авторское право предоставляется только творческим, оригинальным работам. Автор работы должен был использовать свои творческие способности, или должно было быть сделано определённое творческое решение. Творчество — это относительное понятие, тем не менее, оно является юридическим, а не эстетическим стандартом.

- В Нидерландах, как и в любой другой стране, являющейся участником Бернской конвенции, авторское право предоставляется автоматически, без необходимости процедуры регистрации[7].
- Авторское право длится в течение ограниченного количества времени, в частности, через 70 лет после смерти автора. Когда авторское право заканчивается, работа становится частью общественного достояния. Автор также может преждевременно отказываться от авторских прав.
- Ни опыт автора, ни качество самого произведения не является уместным фактором в определении того, является ли произведение значимым для авторского права или нет. Для недоэкспонированой, плохо снятой фотографии с Эйфелевой башней авторское право действует также, как и для двухметровой печатной идеальной фотографии той же башни, сделанной профессиональным фотографом, при условии, что законные требования работы выполнены.
- Нидерландские законы, постановления и нормативные акты не защищены авторскими правами. Это означает, что они могут использоваться во все времена в любых целях[8]. Однако, некоторые издания юридических текстов и постановления судов могут претендовать на защиту авторского права (auteursrecht), касаемо формы или порядка, в котором они представлены.
- Нидерландский закон об авторском праве (Auteurswet) позволяет цитировать защищённые произведения[9]. Это позволяет использовать части чужой работы в своих целях. Цитата порядка, по-видимому, будет более ограниченной и демаркированной, чем законное использование.
- Портретное право[нидерл.] относится к правам человека, изображенного на портрете или фотографии, сделанных третьим лицом. В таком случае авторские права создателя портрета могут вступать в противоречия с желанием изображённого человека. Примером может служить публикация чей-то фотографию в журнале. Изображенный может препятствовать такой публикации[10][11].
- Авторские права могут быть проданы или лицензированы. Лицензия — это разрешение автора на использование работы, согласованная автором и лицензиатом. Для того, чтобы авторские правы были действительны, их передача должна произойти в письменной форме[12].
- Автор может передать авторские права другому с помощью секьюритизации, в таком случае автор получает текущую стоимость будущих доходов авторского права на момент обнародования.
- Авторское право, также включает в себя личные неимущественные права. Они дают право автору возражать против публикации произведения без указания его как автора и запрещать какие-либо изменения в его работе. Автор может только частично отказаться от его личных неимущественных прав[13], поэтому он сохраняет за собой определённые права, даже если авторское право передается или произошёл отказ от него.
- Нарушение авторских прав регулируется не только гражданским законодательством, но и уголовным правом[14].

## Право домашнего копирования
В определённых обстоятельствах разрешается делать копии материалов, защищенных авторским правом. По Нидерландскому закону об авторском праве статьи 16b и 16с § 1,и согласно смежным правам статьи 10, "воспроизведение части литературы, науки или искусства не рассматривается как ущемление авторского права, в соответствии со следующим:
1. Домашнее копирование не является прямым или косвенным средством для денежной прибыли;
2. Копия служит исключительно для собственной практики, изучения или использования;
3. Количество копий ограничено, или автор дополнительных копий компенсирует издателя.

10 апреля 2014 года Европейский суд вынес решение запретить домашнее копирование, нарушающее инструкции 2001/29/EG в рамках статьи 5 § 2-b и § 5. В соответствии с инструкцией ЕС, домашнее копирование является незаконным. Были и другие случаи, в которых главы нидерландского закона признавались незаконными. Нидерланды, однако, не изменили вышеуказанной статьи.

## Международные законы и договоры
Законы об авторском праве отличаются между государствами. Тем не менее, существует несколько международных договоров, касающихся авторского права, в том числе:
- Бернская Конвенция 1886 года
- Всемирная конвенция об авторском праве 1952 года
- Договор по авторскому праву 1996 года
- Договор по исполнениям и фонограммам 1996 года
- Соглашение ТРИПС

Нидерланды являются участниками всех этих договоров. Есть также много других договоров урегулирования конкретных деталей авторского права. Примерами являются Европейская директива о защите авторских прав на программное обеспечение и Европейская директива о смежных правах.